# Jan Tanner
Jan Tanner (17. srpna 1623 Plzeň – 4. listopadu 1694 Praha) byl český duchovní, člen jezuitského řádu a spisovatel generace Bohuslava Balbína.
V osmnácti letech roku 1641 vstoupil do jezuitského řádu. Noviciát absolvoval v Brně, poté studia v pražském Klementinu. Působil jako pedagog v jezuitských kolejích v Praze a Olomouci (1664–1674). Poté se stal v Praze regentem knihovny konviktu sv. Bartoloměje, děkanem filosofické fakulty a zpovědníkem pražského arcibiskupa Jana Bedřicha z Valdštejna. Spolu se svým mladším bratrem Matějem podnikal výraznou misijní činnost, především na Těšínsku. V letech 1674 až 1690 nechal budovat hustou síť kapliček na poutní cestě z Prahy do Staré Boleslavi. Zemřel v Praze 4. listopadu 1694.

## Dílo
Kromě spisů teologických, či hagiografických (Život sv. Václava nebo Život Alberta Chanovského), se věnoval tehdy velmi oblíbeným genealogickým pracím. Zabýval se rody Valdštejnů a Šternberků.
Jeho asi nejznámějším dílem je spis Svatá cesta z Prahy do Staré Boleslavi (česky 1679, latinsky 1690, německy 1680, 1705). V ní popsal všech 44 kaplí této poutní cesty vzniklé roku 1674 směřující k nejslavnějšímu baroknímu poutnímu místu Čech, Staré Boleslavi, kde bylo uchováváno tzv. Palladium země české. Každé zastavení je doprovázeno rytinou od oblíbeného pražského rytce Samuela Dvořáka (1689) s příslušným vyobrazením výzdoby kaple. Díky této knize můžeme dnes již neúplně dochovanou cestu rekonstruovat.